# 香港度量衡制度
香港度量衡制度，主要承繼了中國舊制（主要使用司馬斤而非庫平制）度量衡制度、由英國於殖民地時期引進的英制單位，以及與國際接軌的國際單位制（公制，香港通稱「十進制」）。在香港，度量衡受《香港法例》第68章《度量衡條例》所監管及制定，該條例亦有一附表詳細列明各量度單位的定義。

## 民間應用
國際單位制自1976年正式引入香港後，現時已成為了香港主流的度量衡制度。然而在日常生活，中國舊制與英制單位仍受到一定程度的使用，前者通常見於街市（菜市場）及金銀貿易行業，而後者亦常見於樓宇面積及食水容量等。
面積
香港政府賣地使用國際單位「公頃」計算土地面積，然而樓宇買賣卻偏好以平方呎計算面積。
長度
「呎」和「吋」仍常用於建築、裝修及傢具等行業。由外地入口的夾板規格是3×6及4×8呎；雙人床及床墊規格是 4×6呎；單人床 2.5×6呎。「碼」仍常用於布匹、紙張和電線買賣。在足球上，香港慣常使用「碼」這個單位，如十二碼等。
質量
質量方面，除了預先包裝食物不可能將之換算後再銷售之外，不論英制的單位「磅」和 「安士」，還是「斤」和「両」，依然是常見的計算單位：在菜市場和部份超級市場出售的水果、凍肉以「磅」作量度單位；主要糧食、鮮肉、海味和藥材等則是以傳統的「斤」和「兩」為單位，就像香港著名歌手許冠傑《半斤八両》一曲的流行程度一樣。民間仍然沿用司馬斤；「1担=100斤、1斤（和清朝官府庫平制不太一樣，司馬斤相等於604.79克，庫平制1斤相等於596.82克）=16兩、1兩（37.7994克）=10錢、1錢=10分」。
有趣的是國際黃金市場一向使用金衡盎司報價，而香港堅持用金衡兩作為黃金和貴金屬的交易單位；1金衡兩等於37.429克，等於1.20337金衡盎司。
容積
「加侖」曾用於水務署的水費單食水用量，受美國入口炊具和食品（如乳製品、奶粉等）的影響，夸脫（quart）也有使用；除此之外皆使用公制（公升、毫升及立方米）。
功率
電器功率通常使用「瓦特」，粵語稱作「火」。空調設備及汽車引擎以「匹」表示。
能量
電力公司以「度」計算電力費用，高需求用戶另收取以「千伏安」計算的需求量費用。煤氣公司以「兆焦耳」計算熱值。食物的熱量以「千卡路里」或「千焦耳」表示。
壓力
高壓氣體及液體（如水壓）通常以「巴」或「磅」表示。血壓量度使用國際慣用的「毫米汞柱」。

## 量度單位定義

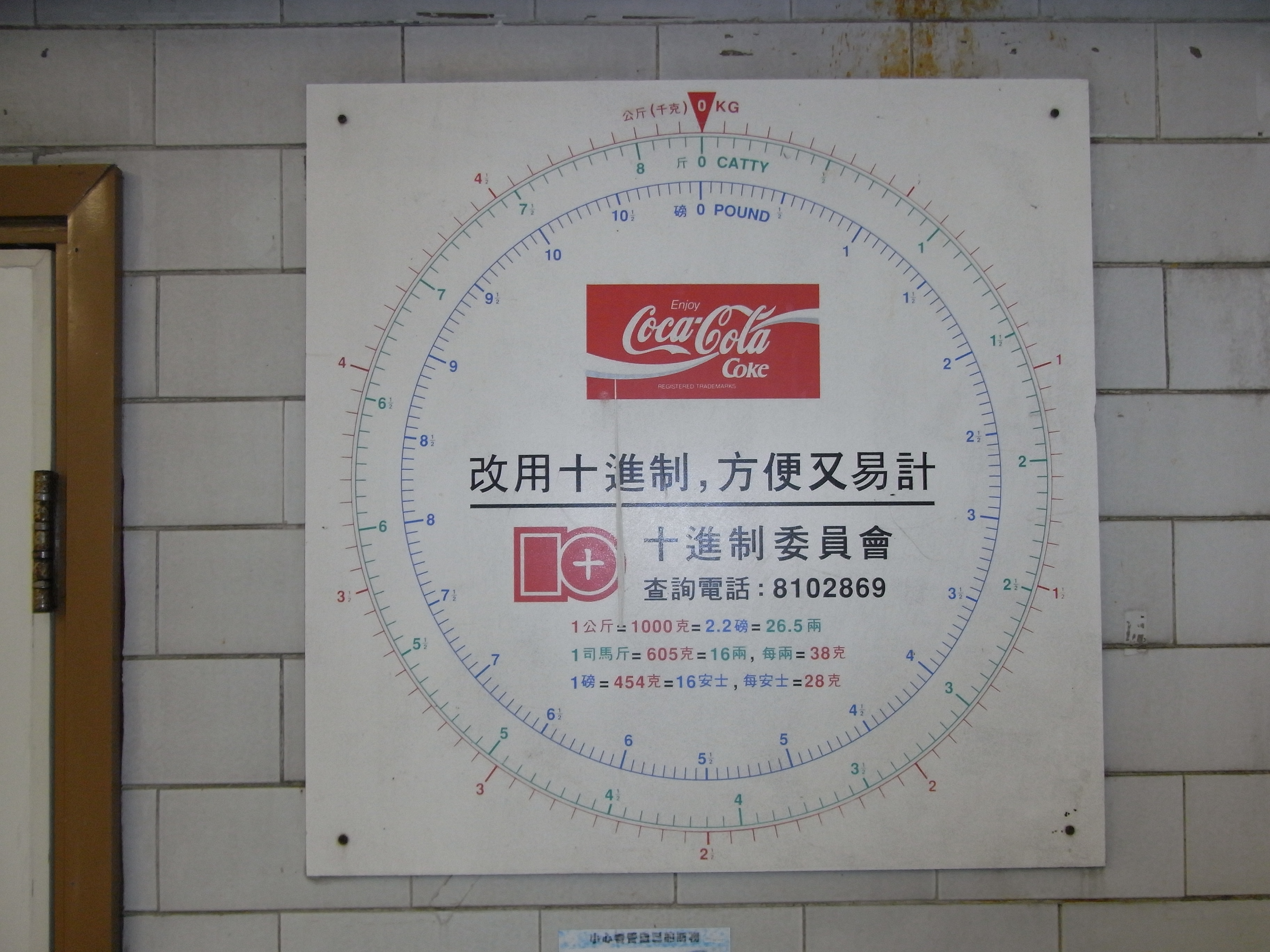
有關度量衡十進制的宣傳牌匾至今仍可在一些食環署街市內找到（攝於2012年4月上環市政大廈內）

### 長度
- 十進制單位  
  - 1公里 = 1000米
  - 1米 = 光於1/299792458秒的時間內在真空中所經路程的長度
  - 1分米 = 0.1米
  - 1厘米 = 0.01米
  - 1毫米 = 0.001米
- 英制單位  
  - 1哩 = 1 760碼
  - 1浪 = 220碼
  - 1鏈 = 22碼
  - 1碼 = 0.9144米 (準確值)
  - 1呎 = 1/3碼
  - 1吋 = 1/36碼
- 中國制單位  
  - 1尺 = 13/32碼 = 0.371475米  (準確值)
  - 1寸 = 0.1尺
  - 1分 = 0.1寸

### 面積
- 十進制單位
  - 1平方公里 = 100公頃
  - 1公頃 = 100公畝
  - 1公畝 = 100平方米
  - 1平方米 = 相等於每邊長1米的正方形的面積
  - 1平方分米 = 0.01平方米
  - 1平方厘米 = 0.01平方分米
  - 1平方毫米 = 0.01平方厘米
- 英制單位
  - 1平方哩 = 640英畝
  - 1英畝 = 4840平方碼
  - 1路得 = 1210平方碼
  - 1平方碼 = 相等於每邊長1碼的正方形的面積
  - 1平方呎 = 1/9平方碼
  - 1平方吋 = 1/144平方呎
- 中國制單位 
  - (無)

### 容積
- 十進制單位 
  - 1立方米 = 相等於每邊長1米的立方體的體積
  - 1立方分米 = 0.001立方米
  - 1立方厘米 = 0.001立方分米
  - 1公升 = 相等於1立方分米的體積
  - 1分升 = 0.1升
  - 1厘升 = 0.01升
  - 1毫升 = 0.001升
- 英制單位  
  - 1立方碼 = 相等於每邊長1碼的立方體的體積
  - 1立方呎 = 1/27立方碼
  - 1立方吋 = 1/1728立方呎
  - 1加侖 = 4.54609立方分米 (准确值)

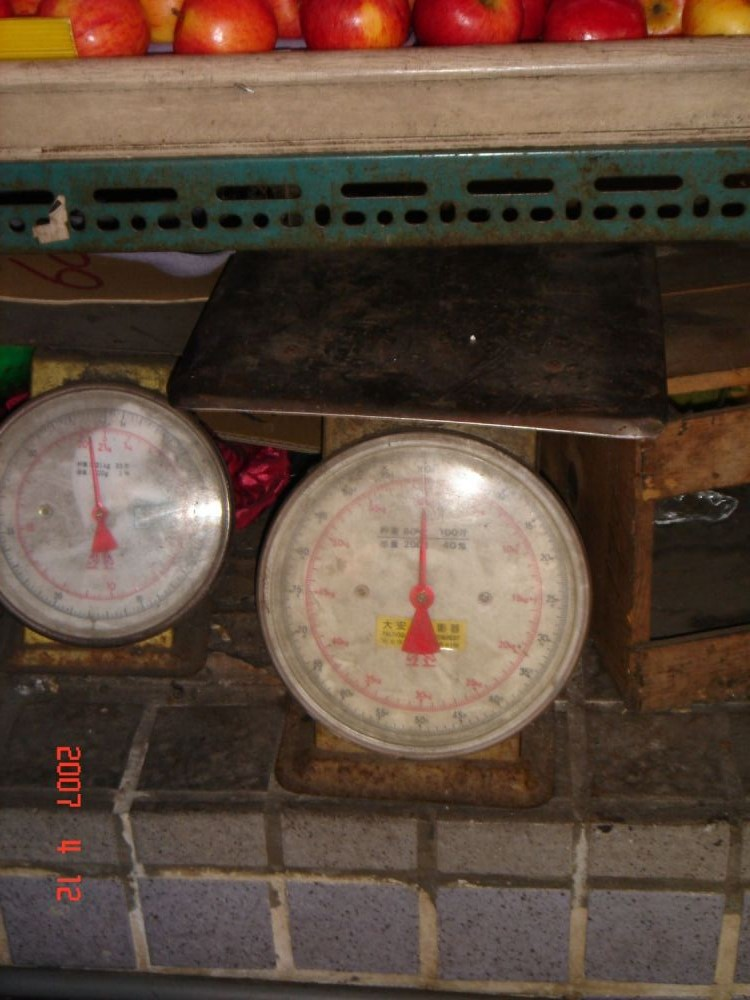
磅秤

  - 1脫 = 1/4加侖
  - 1品脫 = 1/2脫
  - 1及耳 = 1/4品脫
  - 1液安士 = 1/20品脫
- 中國制單位 
  - (無)

### 質量
- 十進制單位
  - 1公噸 = 1000公斤
  - 1公斤 = 由精確的普朗克常數 h = 6.62607015×10−34 J·s (J = kg⋅m2⋅s−2)、米和秒所定義。於2019年5月20日前相等於國際計量局保存的國際公斤原器的質量單位
  - 1克 = 0.001公斤
  - 1十進制克拉 = 1/5克
  - 1毫克 = 0.001克
- 英制單位
  - 1噸 = 2240磅
  - 1𠵆 = 112磅
  - 1夸特 = 28磅
  - 1英石 = 14磅
  - 1磅 = 0.45359237公斤 (準確值)
  - 1安士 = 1/16磅
  - 1打蘭 = 1/256磅
  - 1格令 = 1/7000磅
  - 1金衡安士 = 12/175磅 = 0.0311034768 公斤 (準確值)
- 中國舊制單位
  - 1石 = 100斤
  - 1斤 = 4/3 磅 (準確值) = 0.60478982公斤（约值）
  - 1両 = 1/16斤
  - 1錢 = 1/160斤
  - 1分 = 1/1600斤
  - 1金衡両 = 37.429克
  - 1金衡錢 = 1/10金衡両
  - 1金衡分 = 1/10金衡錢
- 中國現制單位
  - 1斤 = 0.5公斤 = 500克
  - 1両 = 1/10斤
  - 1錢 = 1/100斤
  - 1分 = 1/1000斤
  - 1両 = 50克
  - 1錢 = 1/10両
  - 1分 = 1/10錢